# 小林一穂
小林 一穂（こばやし かずほ、1951年-　）は、日本の社会学者、東北大学教授。農業社会学専攻。
栃木県生まれ。1975年東北大学文学部卒業。1981年同大学院文学研究科博士課程後期単位取得退学。同年東北大学文学部助手。1987年三育学院短期大学助教授。1989年大阪外国語大学助教授。1993年東北大学情報科学研究科助教授。2003年同教授。2000年「稲作生産組織と営農志向」で東北大学より博士（文学）の学位を取得。

## 著書
- 『稲作生産組織と営農志向』多賀出版 1999
- 『イデオロギー論の基礎』創風社 2003
- 『イデオロギー批判の視角』創風社 2011
- 『社会をとらえる』創風社 2013

### 共編著
- 『行為と時代認識の社会学』編著 創風社 1995
- 『人間再生の社会理論』鈴木富久,竹内真澄,大関雅弘,伊藤勇共著 創風社 1996
- 『再訪・沸騰する中国農村』細谷昂,吉野英岐,佐藤利明,劉文静, 孫世芳, 穆興増, 劉増玉共著 御茶の水書房 2005
- 『中国農村の共同組織』劉文静,秦慶武共著 御茶の水書房 2007
- 『中国華北農村の再構築 山東省鄒平県における「新農村建設」』劉文静共編著 御茶の水書房 2011

## 論文
- Cinii

## 注
1. ↑  『社会をとらえる』著者紹介